# 시종직

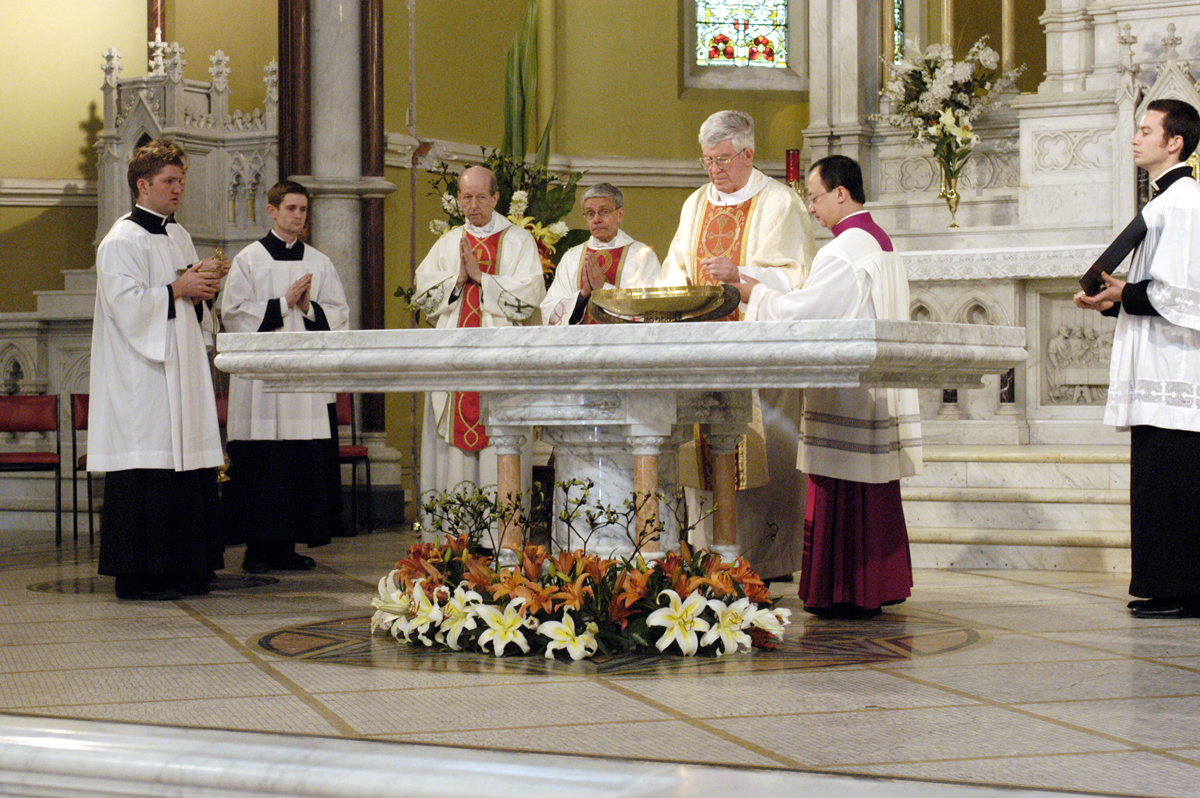
미사 중에 제대에서 예물 봉헌을 하는 사제를 보조하는 시종직

시종직(侍從職)은 로마 가톨릭교회와 동방 정교회 등의 기독교에서 제대초를 밝히는 등 사제의 전례 행위를 보조하는 직위를 가리키는 용어이다. 또한, 제대에서의 전례에 사제를 도와 함께 참여할 수 있는 직위를 말하기도 한다.

## 어원
시종직의 어원은 그리스어로 수행원을 가리키는 ‘아코로우토스(ἀκόλουθος)’에서 유래하였다.

## 로마 가톨릭교회
1972년 이전까지 시종직은 시종품(侍從品)으로서 네 가지 소품(小品, 하위 성직품) 가운데 가장 높은 직위를 가리켰다. 그러나 1972년 8월 15일 교황 바오로 6세는 라틴 교회의 봉사직에 대한 자의교서 《일부 직무(Ministeria quaedam)》를 통해 소품(小品)에서 품(品)이라는 용어를 직(職)으로 바꾸었다. 그리하여 라틴 교회에서의 시종품과 독서품은 시종직과 독서직으로 바뀌었다. 동일인에게 한 가지 이상의 교역이 수여될 경우에는 성좌 또는 자국 주교단에서 규정한 시간적 간격에 따라 순차적으로 독서직과 시종직을 수여하도록 하였다. 부제품과 사제품의 후보자들은 서품을 받기에 앞서 독서직과 시종직을 수여받아 준비시켜도록 하였다. 이러한 교역은 성품성사 후보자들에게만 유보된 것이 아니기 때문에 평신도에게도 위탁할 수 있다. 다만, 교회의 거룩한 전통에 따라 오직 남성에게만 위탁할 수 있다. 이러한 교역은 주교 또는 성직 자치단 총장이 주재하는 수여식에서 받을 수 있다. 자의교서에서는 시종의 역할에 대해 명확히 규정하고 있는데, 로마 미사 경본 총지침 98항에 “시종은 제대에서 봉사하고 사제와 부제를 돕기 위해서 직을 받는다. 그의 주요 임무는 제대와 거룩한 그릇을 준비하고, 필요하다면 비정규 성체 봉사자로서 신자들에게 성체를 나누어주는 일이다.”라고 더욱 자세하게 설명되어 있다.
또한, 로마 미사 경본 총지침은 또한 100항에서는 “직을 받은 시종이 없을 때에는 제대에서 봉사하고 사제와 부제를 돕는 임무를 평신도 봉사자에게 맡길 수 있다. 이들은 십자가, 초, 향과 향로, 빵과 포도주와 물을 나르며, 또한 비정규 성체 봉사자로서 거룩한 성체를 나눠주는 임무를 맡을 수 있다.”라고 규정하고 있다.